# Ремінісценція (фільм, 2021)
Ремінісценція (англ. Reminiscence) — американський науково-фантастичний трилер у стилі неонуар сценариста і режисера Лізи Джой у її повнометражному режисерському дебюті. У ролях Г'ю Джекман, Ребекка Фергюсон, Тенді Ньютон, Даніель Ву та Кліфф Кертіс.
Прем'ра фільму відбулася 11 серпня 2021 року у кінотеатрі BFI IMAX. Реліз фільму у кінотеатрах США відбувся 20 серпня 2021 року. Одночасно було заплановано реліз на HBO Max.
Фільм провалився у прокаті.

## Сюжет
Ветеран Ніколас Банністер, який живе у Маямі, затопленому піднятим морем, є експертом у небезпечній професії: він пропонує клієнтам можливість пережити будь-який спогад, який вони побажають. Його життя змінюється, коли він зустрічає Мей. Що починається з простої справи втраченого та знайденого, стає пристрасним коханням. Але коли спогади іншого клієнта втягують Мей у серію жорстоких злочинів, Банністер повинен заглибитися в темний світ минулого, щоб розкрити правду про жінку, яку він кохає.

## У ролях
- Г'ю Джекман у ролі Ніколя «Ніка» Банністера
- Ребекка Фергюсон у ролі Мей
- Тенді Ньютон
- Даніель Ву
- Кліфф Кертіс
- Ніко Паркер[6][7] в ролі Зої
- Анджела Сарафян
- Наталі Мартінес
- Марина Де Тавіра
- Mojaan Aria в ролі Себастьяна
- Бретт Каллен у ролі Вальтера Сільвана

## Виробництво
У січні 2019 року було оголошено, що Ліза Джой дебютує в режисерській роботі з повнометражним фільмом, в головних ролях — Г'ю Джекман та Ребекка Фергюсон. У березні 2019 року Warner Bros. придбала права на розповсюдження фільму. У серпні до складу акторів ввійшла Тенді Ньютон. Даніель Ву, Анжела Сарафян, Наталі Мартінес, Марина де Тавіра та Кліфф Кертіс приєдналися до акторського складу у жовтні. Зйомки розпочалися 21 жовтня 2019 року в Новому Орлеані та Маямі.

## Випуск
Планується, що фільм вийде у широкий прокат 20 серпня 2021 року. Спочатку його планували випустити 16 квітня 2021 року перш ніж цей слот зайняв Mortal Kombat, а фільм залишився без дати через пандемію COVID-19. Пізніше його було перенесено на театральний випуск у США на 3 вересня 2021 року, а міжнародний театральний випуск розпочався на 25 серпня 2021 року. Потім дату випуску в США було перенесено на 27 серпня, щоб уникнути конкуренції з Шан-Чі та Легенда Десяти Кілець. В рамках своїх планів щодо всіх своїх фільмів 2021 року Warner Bros. також транслюватиме Reminiscence одночасно на HBO Max протягом місяця.